# Rhaphidostichum stissophyllum
Rhaphidostichum stissophyllum là một loài rêu trong họ Sematophyllaceae. Loài này được (Hampe & Müll. Hal.) T.Y. Chiang & C.M. Kuo mô tả khoa học đầu tiên năm 1989.